# Сен, Амартия
Амартия Кумар Сен (бенг. অমর্ত্য সেন, Ômorto Shen, англ. Amartya Kumar Sen; род. 3 ноября 1933, Шантиникетан) — индийский экономист, внёсший значительный вклад в формулировку концептуальной структуры ежегодных отчётов ООН о развитии человечества и индекса человеческого развития. Лауреат премии по экономике памяти Альфреда Нобеля 1998 года «за вклад в экономическую теорию благосостояния».

## Биография
Амартия (Амартья) Сен родился в университетском городке Шантиникетан Бенгальского президентства Британской Индии. Его отец Ашьютош (Ashutosh) Сен преподавал химию в Университете города Дакка (ныне — столица Бангладеш), а мать была студенткой колледжа Рабиндраната Тагора, в котором её отец — дед Амартия — преподавал санскрит и культуру древней и средневековой Индии.
С 1951 по 1953 год учился в Президенси-колледже Калькуттского университета, где в 1953 году получил степень бакалавра по экономике.
С 1953 по 1959 год учился в Тринити-колледже Кембриджского университета, где в 1955 году второй раз получил степень бакалавра экономики, а в 1957 году магистерскую степень, в 1959 году получил докторскую степень.
Преподавал в Калькуттском университете (1956—1958), Кембриджском университете (1957—1963, с 1998), Делийском университете (1963—1971), в Оксфорде (1977—1988) и Гарварде (1987—1998).
В 1998—2004 годах возглавлял Тринити-колледж в Кембридже.
Президент Международной экономической ассоциации (1986—1989). Президент Эконометрического общества (1984). Президент Американской экономической ассоциации в 1994 году.
С 2008 года является экономическим советником международной Комиссии по основным показателям экономической деятельности и социального прогресса.
Семья
- Первая жена — индийская писательница Набанита Дев Сен[англ.]. В браке, закончившемся разводом в 1971, родились две дочери, одна из которых — Антара Дев Сен — является известным индийским журналистом.
- Вторая жена — итальянский экономист Ева Колорни (ум. 1985), племянница А. Хиршмана. В браке родились дочь и сын.
- Третья жена (с 1991 года) — известный экономист Эмма Ротшильд.

## Политическая философия
В 2009 году Сен опубликовал книгу под названием «Идея справедливости». Основываясь на своей предыдущей работе в области экономики благосостояния и теории общественного выбора, а также на своих философских мыслях, Сен описал свою собственную теорию справедливости, которая должна быть альтернативой современным теориям справедливости Джона Ролза и Джона Харсаньи. Эта теория также называется равенством независимости или равенством автономии. Согласно этой теории, справедливым является то общество, в котором людям даются одинаковые возможности для развития их разнообразных частных желаний и стремлений. Каждый индивид может оставаться автономным, независимым субъектом, со своими требованиями, но при этом каждые потребности должны иметь одинаковые права на реализацию, на нужный индивиду конечный результат.

## Награды и отличия
- 1986 — премия Фрэнка Сейдмана
- 1998 — премия по экономике памяти Альфреда Нобеля «за вклад в экономическую теорию благосостояния»
- 1999 — Бхарат ратна
- 2000 — Орден Кавалеров Почёта (Великобритания)
- 2000 — премия Леонтьева
- 2008 — Почётный доктор права Эксетерского университета
- 2011 — Национальная гуманитарная медаль США[9]
- 2012 — Кавалер ордена Ацтекского орла (Мексика)[10]
- 2013 — Командор ордена Почётного легиона (Франция)[11][12]
- 2017 — Премия Юхана Шютте
- 2019 — Медаль Бодли[13]
- 2021 — Премия принцессы Астурийской